# ハマクマノミ
ハマクマノミ (学名：Amphiprion frenatus)は、スズメダイ科に分類される海水魚の一種。日本からインドネシアにかけての西太平洋に分布する。blackback anemonefish、bridled anemonefish、fire clown、red tomato clownとも呼ばれる。

## 形態

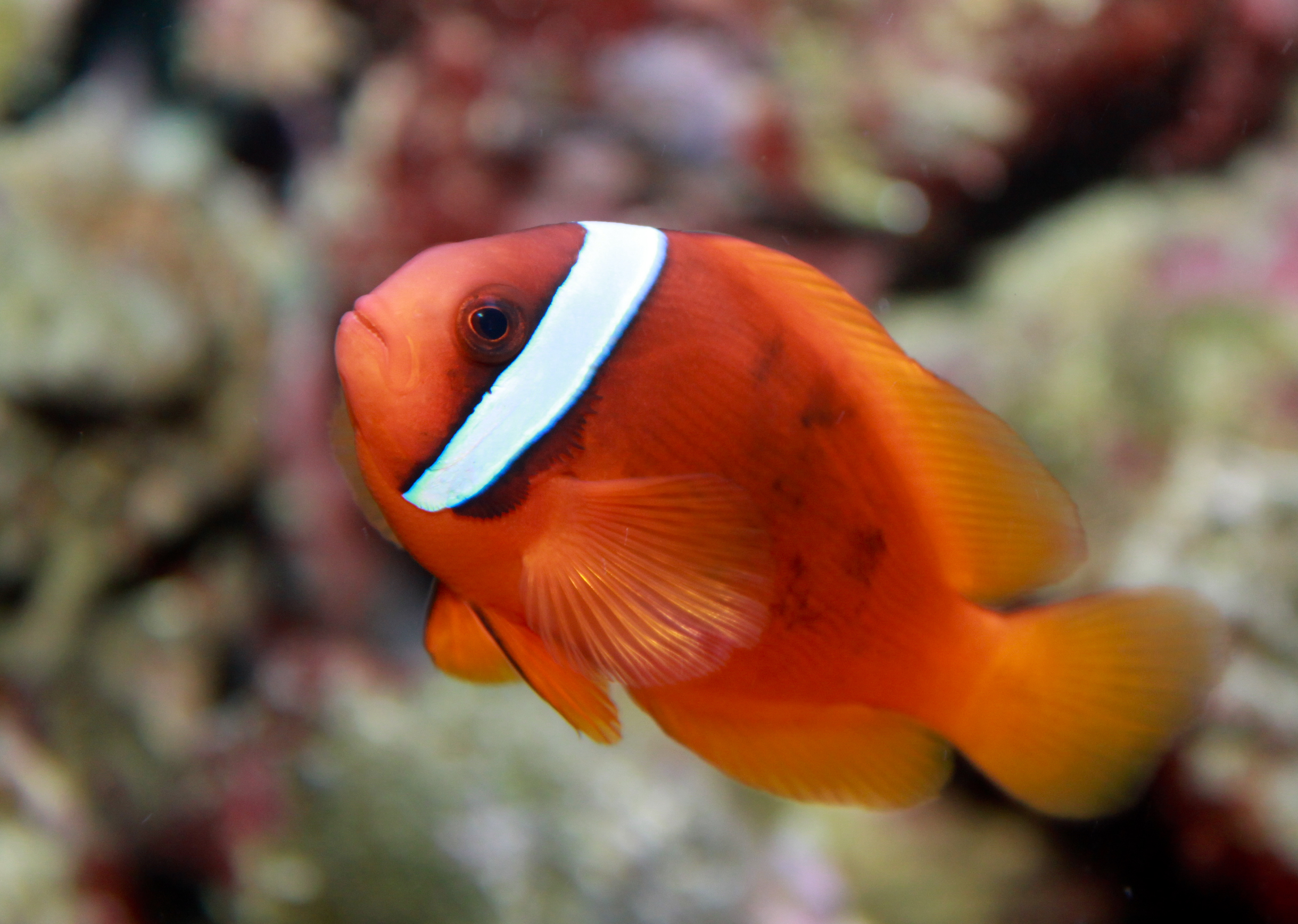
雄

体色は明るいオレンジ色で、目のすぐ後方に黒く縁取られた白い横帯が入る。雌は背中に黒い模様があり、老成魚では完全に体色が黒くなる。雄は小さく、全体的に赤みがかる。幼魚は暗い赤色で、2か3本の白い帯が入る。背鰭は9 - 10棘と16 - 18軟条から、臀鰭は2棘と13 - 15軟条から成る。日本のクマノミ属では最大の種で、最大で14 cmに達する。

### 類似種
Australian clownfish (A. rubrocinctus)と似るが、A. rubrocinctus は白い帯が黒く縁取られない。またCinnamon clownfish (A. melanopus)とも似るが、A. melanopus は白い帯が本種より太く、腹鰭と臀鰭が黒色である。

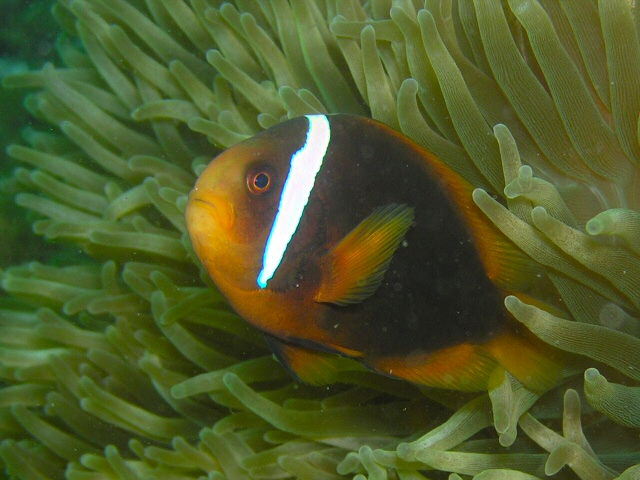
A. frenatus (ハマクマノミ)
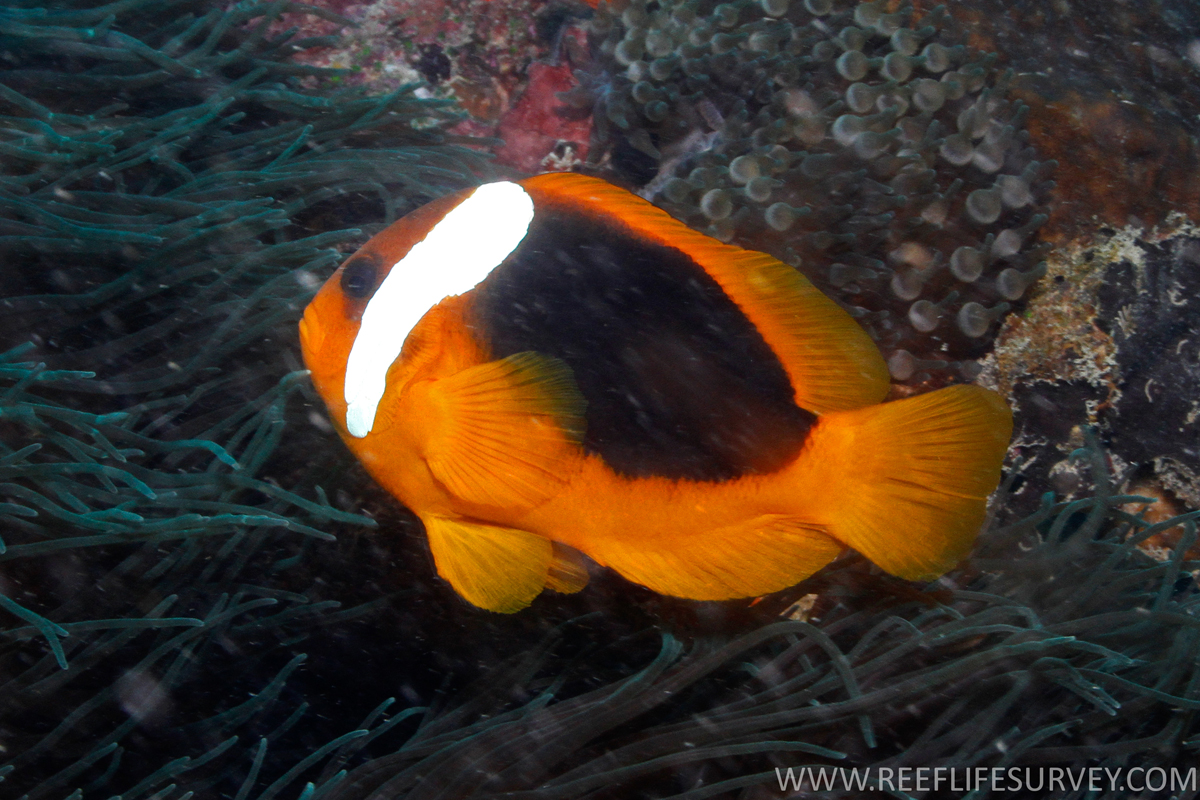
A. rubrocinctus (Australian anemonefish)
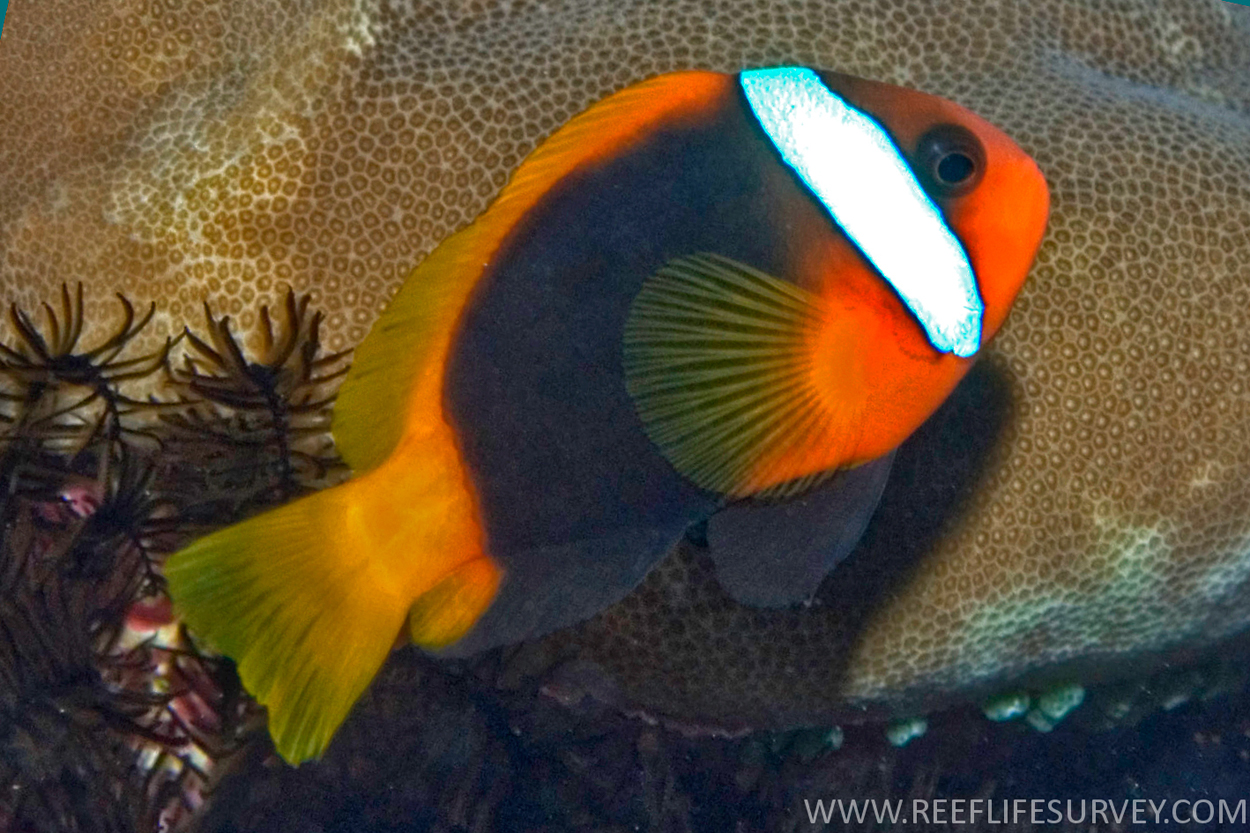
A. melanopus (Red & Black anemonefish)

## 分布と生態
日本の奄美大島以南、南シナ海、マレーシア、インドネシアまで分布する。
サンゴ礁の浅場に生息し、サンゴイソギンチャクと共生する。シライトイソギンチャクとも共生する。またウスカワイソギンチャク、タマイタダキイソギンチャクとも共生する。卵を岩に産みつけ、口や胸鰭を用いて酸素を供給する。気が強く、卵に接近したものには積極的に噛み付く。

## 人との関わり
観賞魚としてアクアリウムで飼育される。ブラインシュリンプや藻類など様々な餌を食べ、飼育下繁殖も可能。